# 로테포센

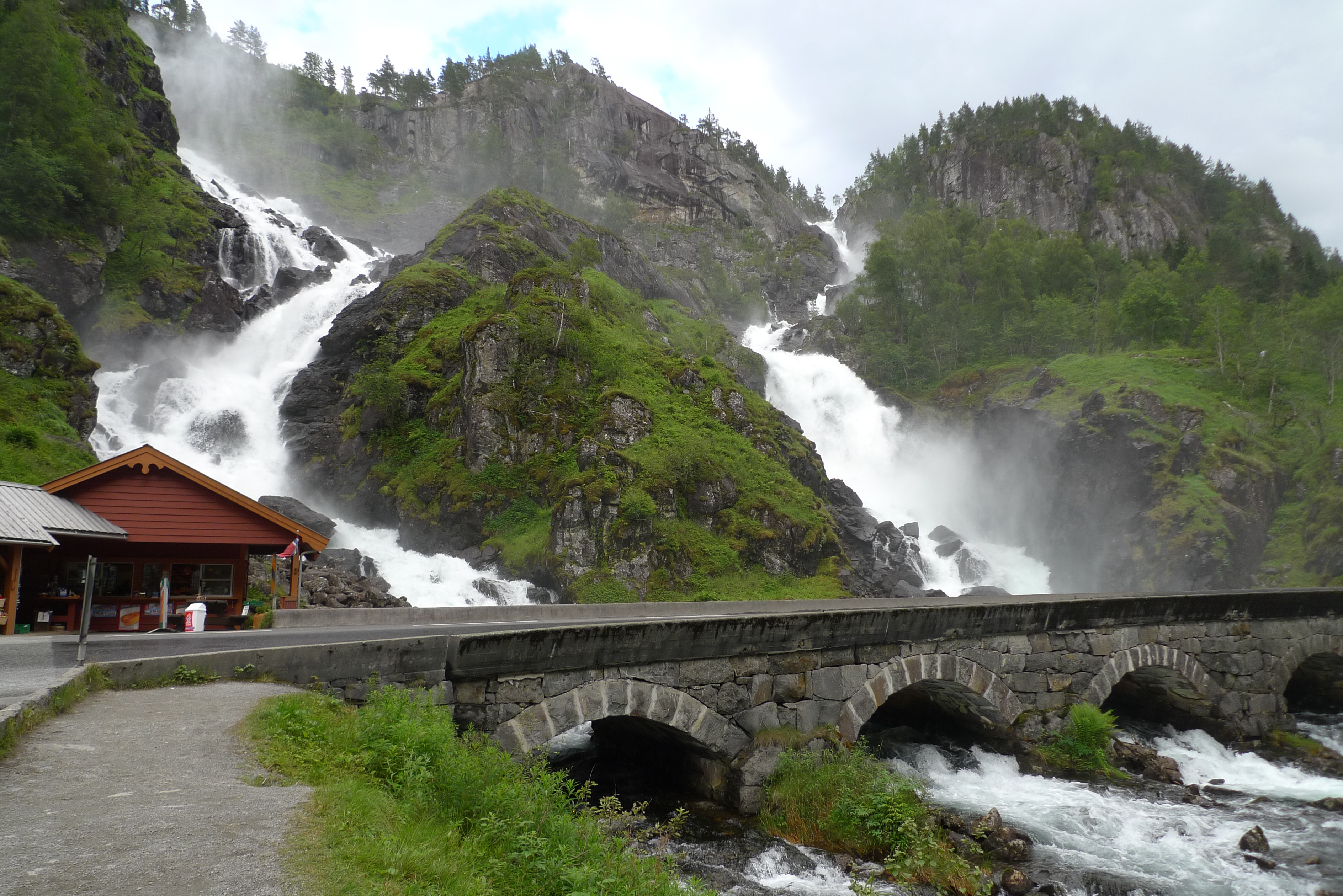
교량 전경

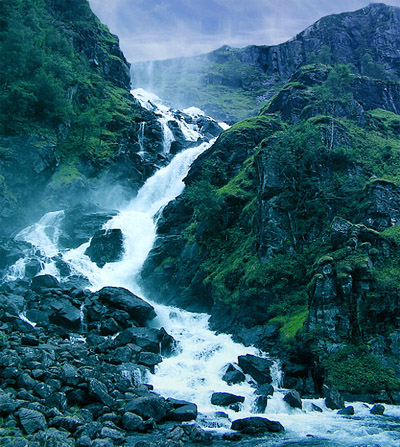
로테포센의 실제 위치

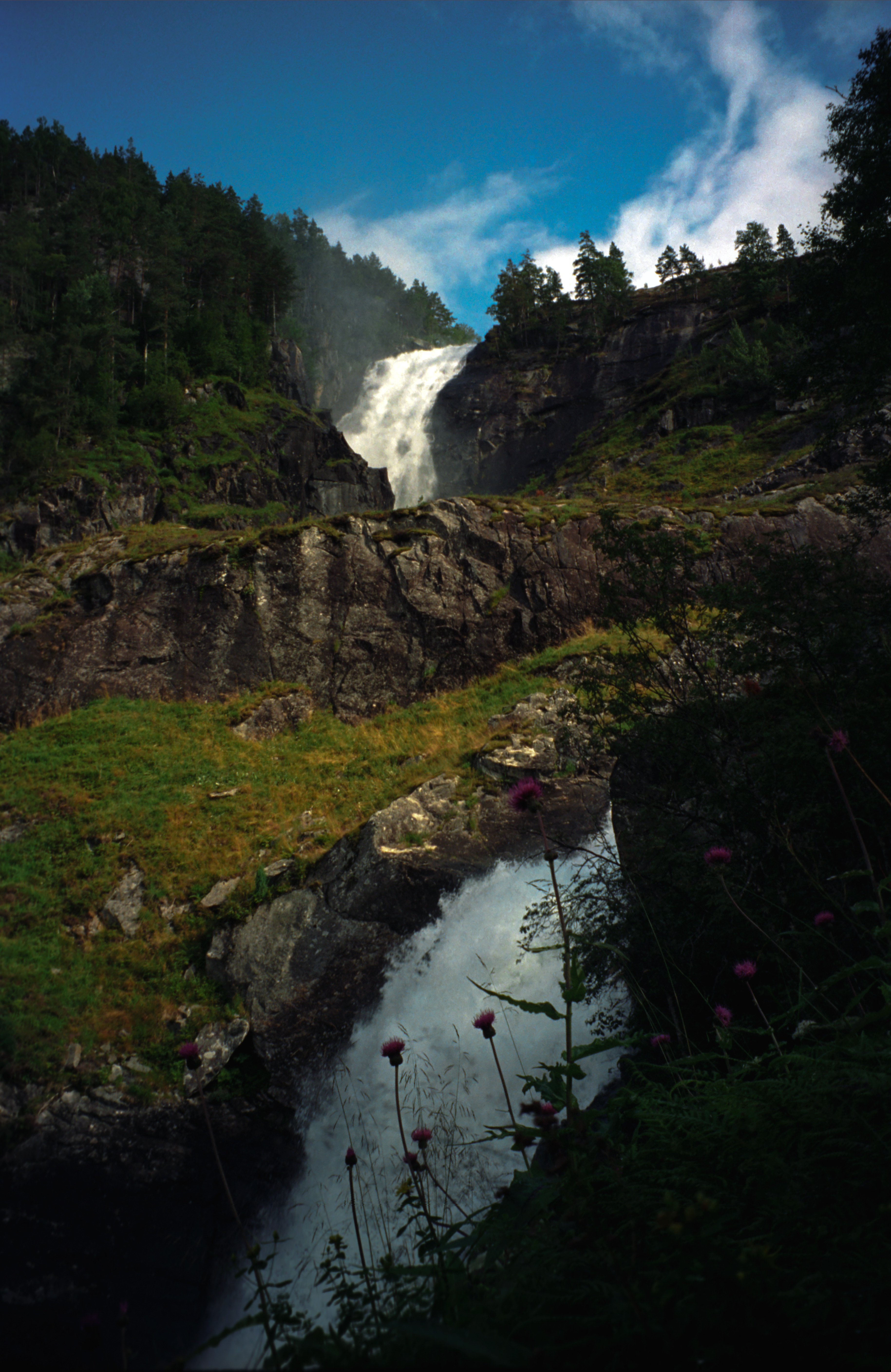
물줄기가 아래로 하강하고 있는 모습.

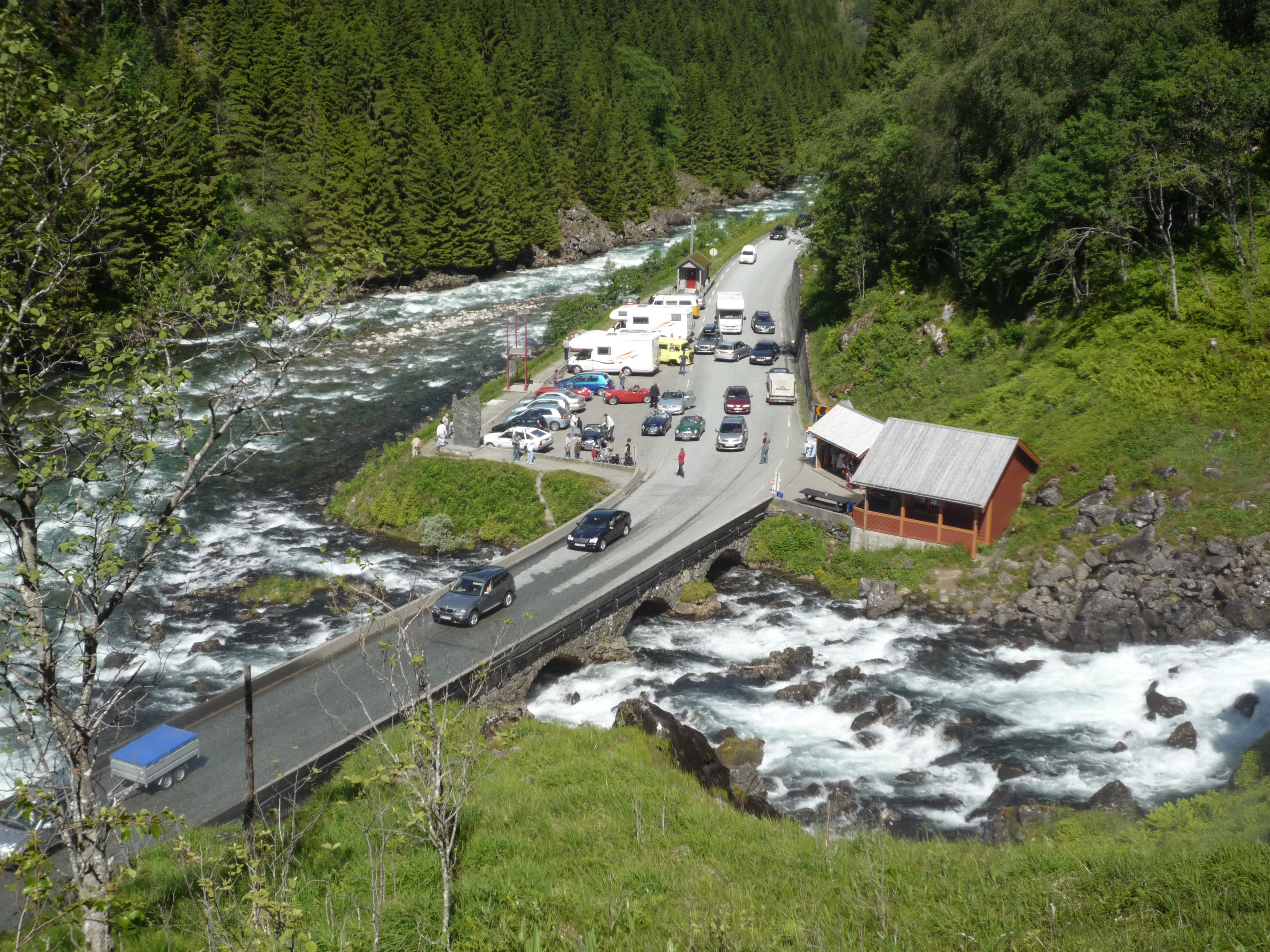
비지터스 센터 주변 전경

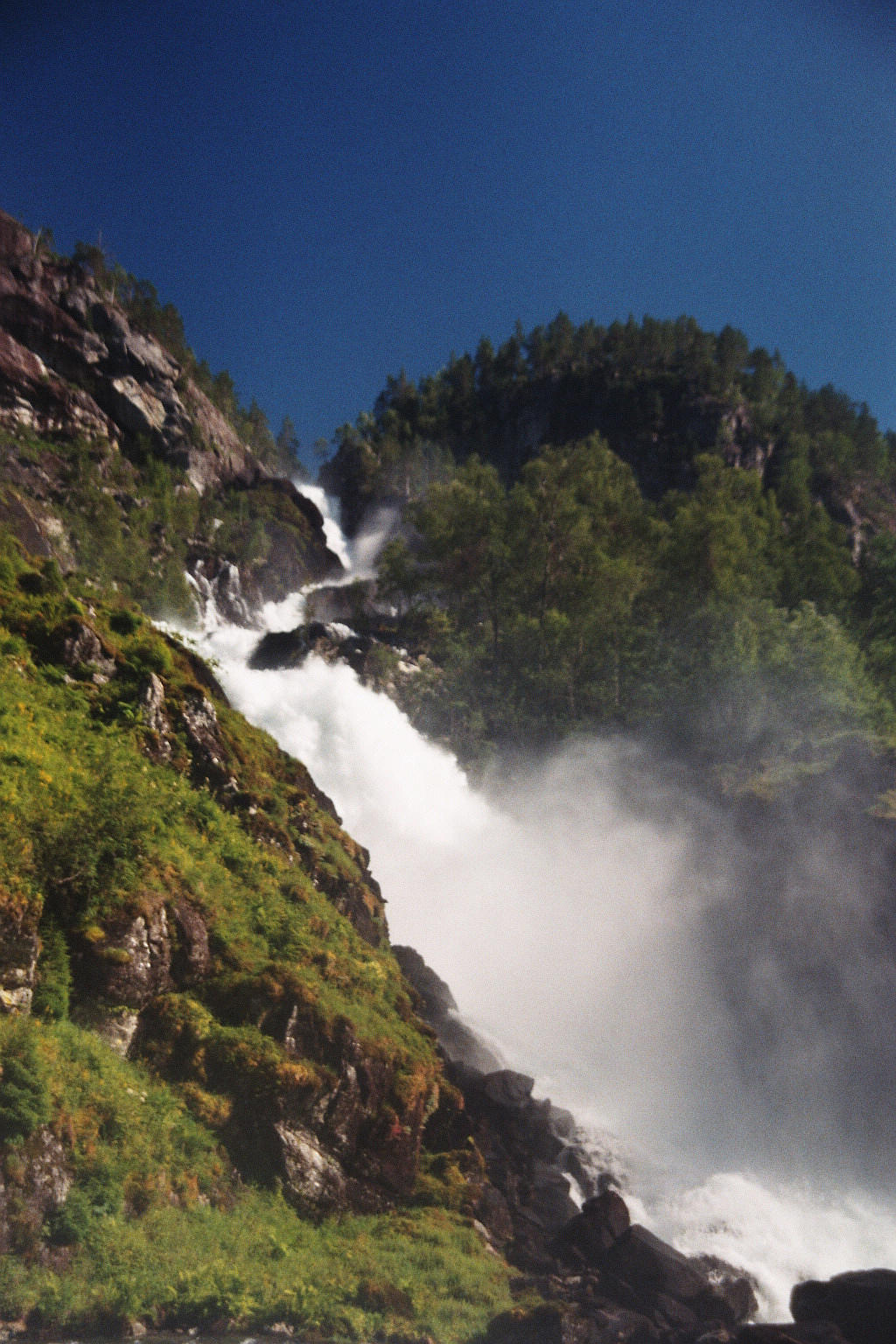

로테포센(노르웨이어: Låtefossen)은 노르웨이 호르달란주의 오따에 위치하고 있는 폭포이다. 이 폭포는 노르웨이에서 가장 유명한 폭포로, 자연 경관이 매우 뛰어나 KBS 1TV의 《걸어서 세계속으로》에서도 소개된 적이 있다. 폭포의 높이는 약 165 미터(541 ft)이고 매우 독특한 느낌이 있어, 해당 지역에서 매우 유명한 관광지로 손에 꼽힌다.